# Tehtris
Tehtris est une entreprise française, fondée en 2010, spécialisée dans la cybersécurité.

## Création et développement
Située à Pessac, Tehtris est fondée par deux anciens de la Direction générale de la Sécurité extérieure, Éléna Poincet et Laurent Oudot. Les salariés sont recrutés au sein d'Enseirb-Matmeca.  
L'entreprise, autofinancée depuis 2017, réalise en 2019 un chiffre d'affaires de 3,5 millions d'euros et compte une soixantaine de salariés.
En 2020, Tehtris, mène sa première levée de fonds en capital-investissement, d'un montant de 20 millions d'euros, dans un contexte de multiplication des attaques cyber avec l'explosion du télétravail liée à la pandémie de coronavirus. Elle se positionne alors comme une scale-up.
En octobre 2022, l'entreprise réalise une seconde levée en capital-développement pour un montant total de 44 millions d'euros, afin de soutenir son expansion commerciale et sa politique de recrutement massif.

## Activités
L'entreprise commercialise des solutions souveraines de cybersécurité (hors EPP utilisant la solution Bitdefender Roumaine) visant notamment à détecter et contrer les logiciels espions, à l'image de Pegasus.
Elle assure la protection cyber d'une vingtaine de multinationales, ainsi que des infrastructures critiques comme les aéroports de Paris ou Bordeaux. Sa plateforme analyse chaque année plusieurs milliards d'alertes de cybersécurité.
En mai 2022, Tehtris et Olvid annoncent un partenariat « souverain et complémentaire pour garantir une sécurité optimale des smartphones et du canal des communications »,.

## Distinctions
- Lauréat de l’innovation dans la catégorie sécurité lors de l’IT Innovation Forums en 2015[5]
- Lauréat du prix Breakout Endpoint Detection & Response Infosec remis en 2019 par le magazine Cyber Defense[21]